# Harry Edison
Harry "Sweets" Edison (født 10. oktober 1915 i Columbus, Ohio, USA - død 27. juli 1999) var en amerikansk jazztrompetist.
Edison som gik under kaldenavnet "Sweets", hører til en af swing generationens store trompetister. Han har spillet med Billie Holiday, Nat King Cole,, Count Basie, Buddy Rich, Louis Bellson, Frank Sinatra, Ella Fitzgerald, Bing Crosby, Ben Webster, Stan Getz, Lester Young, Eddie "Lockjaw" Davis, Oscar Peterson, Gerry Mulligan, Jo Jones, Illinois Jacquet etc. Han var en meget benyttet studiemusiker i Hollywood. Edison var medlem af Count Basie´s bigband i 13 år. Han var medlem af Norman Granz Jazz at the Philharmonic grupper, og var freelance musiker med mange af jazzens store musikere gennem tiden.

## Udvalgt Diskografi
- Buddy and Sweets (1955) - med Buddy Rich
- Pres and Sweets (1955) - med Lester Young
- Sweets (1956)
- Gee, Baby Ain't I Good to You (1957) med Ben Webster
- Jazz Giants '58 (1958) med Stan Getz og Gerry Mulligan
- Going for Myself (1958) med Lester Young
- The Swinger (1958)
- Mr. Swing (1958)
- Jawbreakers (1962) med Eddie "Lockjaw" Davis
- Wanted to Do One Together (1962) med Ben Webster
- "Sweets" for the Sweet (1964)
- Sweets for the Sweet Taste of Love (1964)
- When Lights are Low (1966)
- The Trumpet Kings Meet Joe Turner (Pablo, 1974) with Big Joe Turner, Dizzy Gillespie, Roy Eldridge and Clark Terry
- Oscar Peterson and Harry Edison (1974) med Oscar Peterson
- Oscar Peterson and the Trumpet Kings – Jousts (1974) med Oscar Peterson, Dizzy Gillespie, Roy Eldridge and Clark Terry
- Edison's Lights (1976)
- Simply Sweets (1978) med Eddie "Lockjaw" Davis
- Memories Ad-Lib (1958) med Count Basie
- Breakfast Dance and Barbecue (1959) med Count Basie
- Hollywood...Basie's Way (1967) med Count Basie
- Basie's Beat (1967) - med Count Basie
- Basie's in the Bag (1967) - Med Count Basie
- Standing Ovation (1969) - med Count Basie
- Skin Deep (1953) - med Louis Bellson
- Louis Bellson at the Flamingo (1957) - med Louis Bellson
- This Ones for Basie (1956) - med Buddy Rich
- Get Happy (1959) - med Ella Fitzgerald
- Buddy and Soul (1957) - med Billy Holiday
- A Swinging affair (1957) - med Frank Sinatra
- Illinois Jacquet and His Orchestra (1956) - med illinois Jacquet

## Eksterne Henvisninger
- om Harry "Sweets" Edison på www.allmusic.com